# Никитинская (Виноградовский район)
Никитинская — деревня в Виноградовском районе Архангельской области. Входит в состав Рочегодского сельского поселения.

## География
Деревня расположена в центре Виноградовского района, на правом берегу реки Топса, при впадении её в Троицкий Полой Северной Двины. К востоку от неё находится деревни Нижняя Топса.

## Население
Численность населения деревни, по данным Всероссийской переписи населения 2010 года, составляла 5 человек.

### Карты
- Никитинская. Публичная кадастровая карта
- [mapp38.narod.ru/map1/index51.html P-38-51,52. (Лист Сергеевская)]
- Никитинская на Wikimapia